# Jablonové (district de Malacky)
Jablonové (allemand : Apfelsbach) est un village de Slovaquie situé dans la région de Bratislava.

## Histoire
Première mention écrite du village en 1206.

## Démographie

### Évolution de la population
| Année:               | 1994. | 2004.   | 2014.    | 2024.    |
| -------------------- | ----- | ------- | -------- | -------- |
| Nombre de personnes: | 1027  | 1082    | 1206     | 1429     |
| Différence:          |       | +5,35 % | +11,46 % | +18,49 % |

| Année:               | 2023. | 2024.   |
| -------------------- | ----- | ------- |
| Nombre de personnes: | 1419  | 1429    |
| Différence:          |       | +0,70 % |

## Politique
| Nom           | Parti politique      | date de l'élection | Fin du mandat |
| ------------- | -------------------- | ------------------ | ------------- |
| Ondrej Jurčák | Candidat indépendant | 02.12.2006         | décembre 2010 |